# Джордж Плантагенет, герцог Кларенс
Джордж Плантагенет, 1-й герцог Кларенс (21 октября 1449 — 18 февраля 1478) — третий сын Ричарда Плантагенета, 3-го герцога Йоркского и Сесилии Невилл, брат королей Эдуарда IV и Ричарда III. Он сыграл важную роль в династической борьбе, известной как война Алой и Белой розы. Герцог был казнён за измену и, по легенде, выбрал в качестве смерти утопление в бочке со сладким вином — мальвазией. Изображён Шекспиром в пьесе «Ричард III».
Герцог Кларенс с 28 июня 1461 года, 1-й граф Уорик и 1-й граф Солсбери с 25 марта 1472 года, кавалер ордена Подвязки с 1461 года, рыцарь Бани с 27 июня 1461 года, наместник Ирландии в 1461/1462 — марте 1470 года, главный камергер Англии с 20 мая 1472 года.

## Биография
Джордж Плантагенет родился 21 октября 1449 года в Дублине, когда его отец, Ричард Йоркский, только начинал соперничество за корону с Генрихом VI. Он был третьим из четырёх сыновей Ричарда и Сесилии, доживших до совершеннолетия. После того, как погиб его отец, а старший брат Эдуард стал королём, Джорджу присвоили титул герцога Кларенса.  Женился 11 июля 1469 года на Изабелле Невилл, старшей дочери Ричарда Невилла, графа Уорика («Делатель королей»).
Кларенс активно поддерживал притязания старшего брата на английский трон, но после женитьбы начал более рискованную игру. Когда его тесть, граф Уорик, стал проявлять признаки неудовольствия, зависти и покинул Эдуарда, чтобы стать союзником Маргариты Анжуйской, королевы-консорт Англии, жены низложенного Генриха VI, герцог Кларенс присоединился к нему во Франции, взяв с собой свою беременную жену Изабеллу. Она родила первого ребёнка, Анну, 16 апреля 1470 года, находясь на корабле неподалёку от Кале. Девочка вскоре умерла.
Генрих VI вознаградил Кларенса тем, что сделал его следующим в очереди на престолонаследие после Эдуарда Вестминстерского. Исключение из очереди старшего брата герцога, Эдуарда IV, было обосновано либо лишением гражданских и имущественных прав за государственную измену, либо тем, что якобы отцом Эдуарда был вовсе не Ричард Йоркский.
Очень скоро Кларенс осознал, что его преданность тестю не принесла ожидаемых выгод. Уорик выдал свою младшую дочь, Анну, замуж за Эдуарда Вестминстерского, прямого наследника Генриха VI. С этого момента стало ясно, что граф Уорик не станет менять Эдуарда IV на герцога Кларенса, и поэтому Кларенс перешёл обратно на сторону Йорков.
Усилия Уорика по возврату Генриху VI его короны не увенчались успехом, а сам Уорик погиб в битве. Джордж вернул расположение своего брата короля Эдуарда. Поскольку его тесть умер, Джордж стал графом Уориком по праву своей жены (jure uxoris), однако не унаследовал всего состояния тестя, так как его младший брат, герцог Ричард Глостерский, женился на овдовевшей Анне Невилл, за что Джордж возненавидел брата.
В 1475 году его жена Изабелла, сестра Анны, родила сына, Эдуарда, который и стал 17-м графом Уориком.
Подобно первым лордам Ричмонда, Петру II Савойскому и Ральфу де Невиллу, 1-му графу Уэстморленду до него, Джордж был наделён званием графа Ричмонда, но без пэрства.

## Смерть
Сёстры Невилл были наследницами обширного состояния их матери, их мужья соревновались друг с другом за высоту положения, и это соревнование выиграл Ричард. Кларенс, который сделал ошибку, ввязавшись в заговор против своего брата Эдуарда IV, был заключён в Тауэр и предстал перед судом по обвинению в измене. Вслед за признанием его виновным герцог был «казнён в частном порядке» в Тауэре 18 февраля 1478 года. По преданию, герцог выбрал себе в качестве смерти утопление в бочке со сладким вином — мальвазией. Предание, вероятно, основывается на шутке, поскольку герцог имел репутацию большого пьяницы. Как бы то ни было, объём пипы (бочки) вина равнялся 477,3 литра — вполне достаточно для того, чтобы утонуть. Предполагаемое тело Кларенса было позднее эксгумировано, на нём не было никаких следов обезглавливания — обычного в то время способа казни знатных персон. Согласно другому преданию, останки герцога Кларенса были отправлены в аббатство для захоронения в бочке с мальвазией, подобно тому, как тело Горацио Нельсона было отправлено домой в бочке с бренди.

## Семья
Джордж Кларенс женился 11 июля 1469 года на Изабелле Невилл, дочери Ричарда Невилла, 16-го графа Уорика, и Энн де Бошан. В этом браке родилось четверо детей:
- Анна (16 — 17 апреля 1470);
- Маргарет (14 августа 1473 — 27 мая 1541) — графиня Солсбери; была замужем за Ричардом Поулом, от которого родила четверых сыновей и дочь, казнена по обвинению в государственной измене;
- Эдуард (25 февраля 1475 — 28 ноября 1499) — граф Уорик; в возрасте 10 лет был заключён в Тауэр, казнён спустя 14 лет по обвинению в участии в заговоре;
- Ричард (6 октября 1476 — 1 января 1477).

## Образ в культуре
Джордж, герцог Кларенс, является персонажем пьес Уильяма Шекспира «Генрих VI, часть 3», и «Ричард III» и их экранизаций.
В телесериале «Белая королева» роль Джорджа исполнил Дэвид Оукс.